# Osvaldo Capaz Montes
Fernando Oswaldo Capaz Montes (Puerto Príncipe, Cuba, 17 de març de 1894 – Madrid, 23 d'agost de 1936) va ser un militar espanyol, conegut per pertànyer al grup dels anomenats "africanistes".

## Biografia

### Carrera militar
Va ingressar en l'exèrcit en 1910, desenvolupant la major part de la seva carrera en el cos d'Infanteria al Marroc. Capità de la Policia indígena en 1922, va participar activament en la Guerra del Rif. La seva acció més significativa la va protagonitzar, ja com a comandant, durant l'estiu de 1926. En una missió confiada pel general Goded, cap d'Estat Major de l'Alt Comissari Sanjurjo, li va ser encarregat sotmetre a tot un seguit de càbiles de la regió de Gomara, desarmant-les i nomenant autoritats indígenes addictes al poder colonial espanyol.
Comandant una harka indígena d'uns mil homes i recolzat per l'armada i aviació espanyoles, en dos mesos va sotmetre a deu càbiles i va confiscar gairebé tres mil fusells, entrant a Xauen el 10 d'agost de 1926. Aquesta marxa li donaria fama de brillant cap militar i, sobretot, de posseïdor de grans qualitats polítiques (ja que la major part de les submissions de les càbiles no s'havien produït per la força, si bé alguns estudiosos afirmen que, més que mètodes polítics, els aplicats per Capaz consistien pura i simplement en suborns), la qual cosa el faria optar posteriorment a diversos càrrecs en el protectorat espanyol del Marroc. Ascendit primer a tinent coronel i després a coronel, va intervenir en operacions de pacificació de la zona, i fou nomenat després delegat d'Assumptes Indígenes de l'Alta Comissaria d'Espanya al Marroc en 1927, establint un eficaç sistema de control de les càbiles rifenyes a través del Servei d'Intervencions Militars. Va romandre en aquest lloc fins a 1931, quan, després de l'adveniment de la República, va ser destituït pel nou Alt Comissari Luciano López Ferrer, per oposar-se a la reducció d'Intervencions Militars prevista per l'Alt Comissari.
Després de la seva destitució, Manuel Azaña li va nomenar per a un comandament en Las Palmas de Gran Canaria, amb plaça de general. Amb el govern radical de Lerroux, Capaz va tornar al Marroc, de nou com a delegat d'Assumptes Indígenes. Aquest any, el govern va decidir l'ocupació del territori d'Ifni, nominalment sota sobirania espanyola. Capaç va ser destinat a Cap Juby, on va estudiar les possibilitats d'ocupació del territori d'Ifni, i va prendre contacte amb les tribus de la zona. El 6 d'abril de 1934 va desembarcar en Ifni, prenent possessió efectiva de la seva capital, Sidi Ifni, i de la resta del territori (de nou subornant als caids de les tribus de la zona). Una vegada realitzada oficialment l'ocupació va ser nomenat Governador civil i militar de Ifni. Aquest any va ser ascendit a general el 29 d'agost de 1934, destacant el seu prestigi en els càrrecs exercits en la seva última ocupació. Va ser proposat per la creu del Mèrit Naval i posseïa altres condecoracions d'importància. Així mateix, se li va donar el nom de Puerto Capaz al lloc conegut com a Punta de Pescadores, en la costa de Gomara.

### Guerra civil
En 1936, era comandant general de Ceuta. És probable que estigués implicat en la revolta de juliol de 1936 contra el govern de la República, que va donar origen a la Guerra Civil, però va tractar de no mostrar la seva implicació abans d'hora, pel que va arreglar un viatge a Madrid per a les dates de la revolta, evitant així una presa de postura explícita. No obstant això, a Madrid, va ser arrestat per milicians i internat en la Presó Model de Madrid. Va morir afusellat després de la irrupció de milicians anarquistes a la presó el 23 d'agost de 1936 en la Pradera de San Isidro junt a l'ex ministre Manuel Rico Avello.
Mentre que Stanley Payne el qualifica de «militar moderat, amb tendències republicanes», María Rosa de Madariaga el qualifica de netament «africanista».